# Chlorophorus ignobilis
Chlorophorus ignobilis är en skalbaggsart som först beskrevs av Bates 1878.  Chlorophorus ignobilis ingår i släktet Chlorophorus och familjen långhorningar. Inga underarter finns listade i Catalogue of Life.